# Eriogonum parvifolium

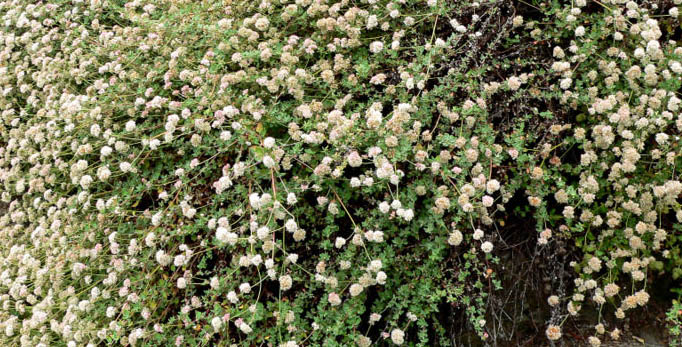
Eriogonum parvifolium

Eriogonum parvifolium ist eine Art der Gattung Eriogonum innerhalb der Familie der Knöterichgewächse (Polygonaceae), die auf Dünenformationen im Küstengebiet von Zentral- und Südkalifornien auftritt. Dieser immergrüne Strauch wird 30 bis 100 cm hoch und etwa ebenso breit. Er ist ein wichtiger Wirt für eine Reihe von pflanzenfressenden Insekten, einschließlich zweier vom United States Fish and Wildlife Service als vom Aussterben bedroht gelisteter Schmetterlingsarten. Dieser Strauch ist auch unter den gebräuchlichen Namen Dünenbuchweizen (Dune buckwheat), Küstenbuchweizen (Coast buckwheat), Kliffbuchweizen (Cliff buckwheat) oder Meeresklippenbuchweizen (Seacliff buckwheat) bekannt.

## Artenbeschreibung

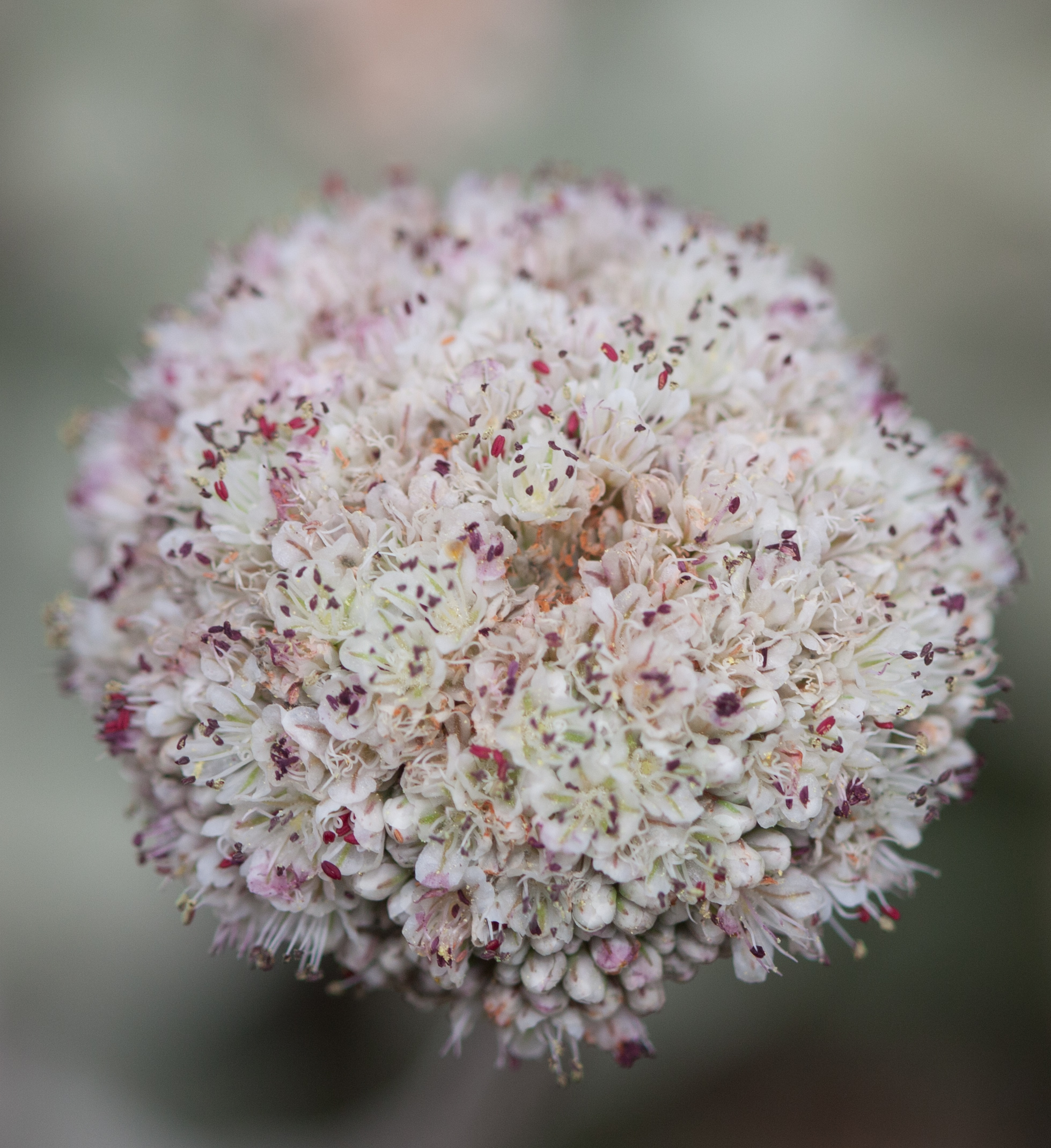
Küstenbuchweizenblume am Point Reyes National Seashore

Die dickstängeligen Blätter sind fünf bis dreißig Millimeter groß und können lanzettenförmig bis abgerundet sein. Die Blätter können gefaltet sein, wodurch sie mehr oder weniger dreieckig erscheinen. Die oberen Flächen sind glatt, die unten wollig. Das Laub ist grün mit rötlicher Färbung, die Blüten weiß bis rosa oder gelblich-grün. Das Perianth (die Blütenhülle) misst 2,5 bis 3 mm. Die glatten Früchte der Pflanze erreichen dieselbe Größe.

## Ökologie
Eriogonum parvifolium wächst in sandigen Böden mit einem pH-Wert von fünf bis acht, was schwach sauren bis leicht alkalischen Böden entspricht. Im kultivierten Anbau toleriert diese Art Lehmböden. Während dieser Strauch zum Teil zur vollen Sonne wächst, kann er im kultivierten Anbau Schatten tolerieren. Er ist keine Futterpflanze von Wild, obwohl viel der kleineren Fauna seine Blumen, Früchte und Blätter konsumieren. Diese Art gedeiht in Gebieten mit jährlichem Niederschlag von 39 bis 78 mm.
‚Dünenbuchweizen‘ ist die Wirtspflanze vieler Insekten und so gibt es unter den Insekten intensive Konkurrenz. Speziell ist es eine Wirtspflanze von zehn verschiedenen Arten Schmetterlingen, einschließlich des ‚Smiths Bläuling‘ (Euphilotes enoptes smithi) und des ‚El Segundo Bläuling‘ (Euphilotes battoides allyni), dessen einzige Wirtspflanze in all ihren Lebensphasen ausschließlich diese Art ist.

## Vorkommen
Eriogonum parvifolium tritt sowohl auf Kliffen entlang der Pazifikküste als auch in der küstennahen Pflanzengemeinschaft auf den Dünenformationen bis auf Höhen von 700 Metern, sowie an einer Stelle im Einzugsgebiet des Carbonera Creek auf. Weiter ins Landesinnere kommt er innerhalb eines meeresnahen Gelbkiefernwaldes.

## Naturschutzgebiete
Wegen der Wirtsbeziehung zu diesen gefährdeten Insektenarten ist Eriogonum parvifolium Gegenstand einiger Artenschutzprogramme, darunter ein bedeutendes und gut erforschtes am Flughafen Los Angeles International Airport, das eine von nur drei erhaltenen Kolonien des gefährdeten El-Segundo-Bläulings ist.